# Prasutago
Prasutago (Ipswich, Inizio I sec. d.C. ... – East Anglia, 60) regnò nel I secolo d.C. sulla tribù celtica di Britannia degli Iceni, che visse approssimativamente negli odierni Norfolk e Suffolk.
Sua moglie era la famosa regina guerriera Budicca.
Prasutago potrebbe essere stato messo sul trono dai romani come re cliente dopo la repressione della rivolta icena nel 47. In qualità di alleata romana, la sua tribù rimase nominalmente indipendente. Secondo la tradizione egli avrebbe dovuto nominare come suo erede l'imperatore romano, ma dato che egli intendeva mantenere viva la sua linea dinastica, nominò la moglie e le figlie co-eredi insieme all'imperatore. Alla sua morte nel 60, i romani ignorarono le sue volontà e si impadronirono dell'intero territorio e delle sue ricchezze: Budicca fu fustigata e le figlie violentate. Ciò provocò la ribellione anti-romana guidata proprio dalla regina nel 60-61.